# منتدى آسيا والمحيط الهادئ

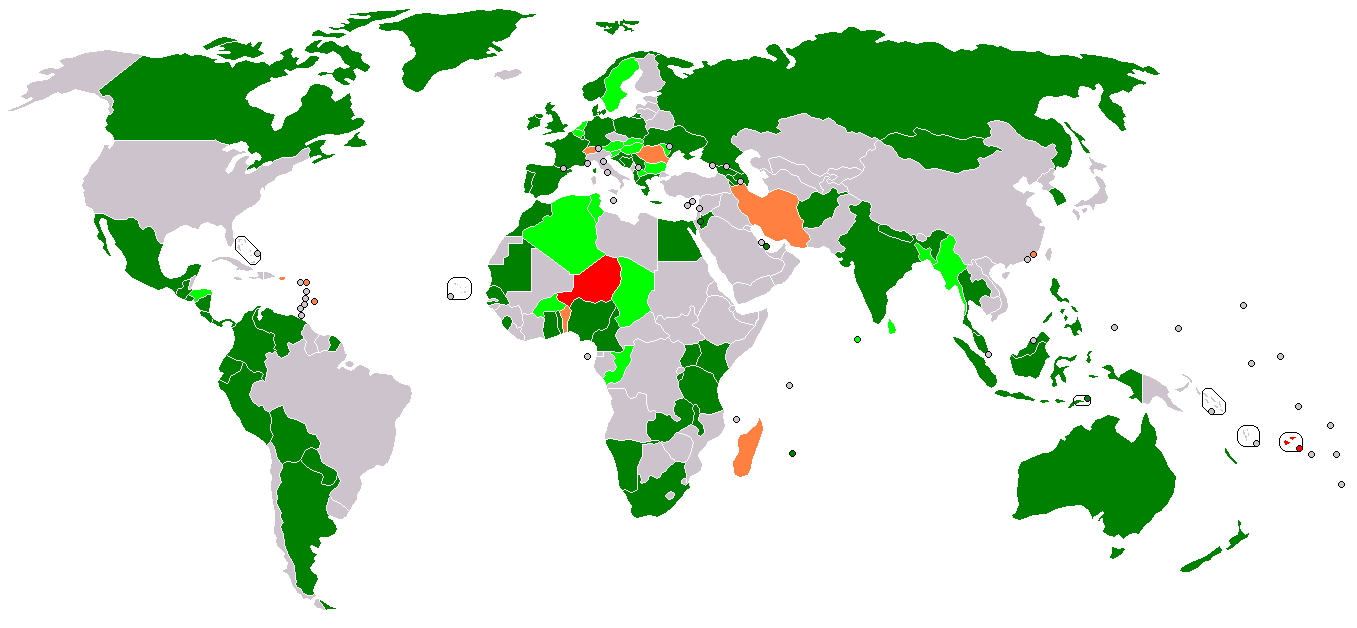
اللجنة التنسيقية الدولية للمؤسسات الوطنية لحقوق الإنسان.

يعد منتدى آسيا والمحيط الهادئ (بالإنجليزية: Asia Pacific Forum)‏ أو APF) واحدًا من أربع شبكات إقليمية للمؤسسات الوطنية لحقوق الإنسان داخل لجنة التنسيق الدولية لمنظمات حقوق الإنسان. يعتبر منتدى آسيا والمحيط الهادئ فريدًا من بين الشبكات الإقليمية الأربع في وجود علاقات عمل وثيقة مع المنظمات غير الحكومية في منطقته.

## أعضاء
الأعضاء الكاملون في منتدى آسيا والمحيط الهادئ (اعتبارًا من ديسمبر 2011) هم المؤسسات الوطنية التالية التي تعتبر ممتثلة تمامًا لمبادئ باريس، وتحمل اعتمادًا من لجنة التنسيق الدولية فئة «أ»:
أفغانستان
اللجنة الأفغانية المستقلة لحقوق الإنسان
أستراليا
لجنة حقوق الإنسان الأسترالية
الهند
اللجنة الوطنية لحقوق الإنسان
إندونيسيا
اللجنة الوطنية لحقوق الإنسان
الأردن
المركز الوطني لحقوق الإنسان
جمهورية كوريا
اللجنة الوطنية لحقوق الإنسان في كوريا
ماليزيا
لجنة حقوق الإنسان في ماليزيا
منغوليا
اللجنة الوطنية لحقوق الإنسان
نيبال
المفوضية الوطنية لحقوق الإنسان
نيوزيلندا
هيئة حقوق الإنسان
فلسطين
الهيئة المستقلة لحقوق الإنسان
الفلبين
لجنة حقوق الإنسان
دولة قطر
اللجنة الوطنية لحقوق الإنسان
تايلاند
المفوضية الوطنية لحقوق الإنسان
تيمور ليشتي
مكتب أمين حقوق الإنسان والعدالة
المؤسسات الوطنية لحقوق الإنسان التالية من فئة «ب» مؤهلة للعضوية الكاملة عندما تثبت امتثالها لمبادئ باريس:
بنغلاديش
اللجنة الوطنية لحقوق الإنسان في بنغلاديش
جزر المالديف
لجنة حقوق الإنسان في جزر المالديف
سيريلانكا
المفوضية الوطنية لحقوق الإنسان
تقع المؤسسات الوطنية لحقوق الإنسان التالية ذات التصنيف «ج» في منطقة المنتدى ولكنها لا تمتثل للمبادئ وبالتالي فهي غير مؤهلة للعضوية:
هونج كونج
لجنة هونغ كونغ لتكافؤ الفرص
إيران
هيئة حقوق الإنسان الإسلامية
بالإضافة:
فيجي
علقت لجنة حقوق الإنسان في فيجي من المحكمة الجنائية الدولية (ومن ثم من منتدى آسيا والمحيط الهادئ) في عام 2007 بسبب موقفها من الانقلاب العسكري في العام الماضي، ومن المقرر إجراء مراجعة خاصة لاعتمادها في ذلك الوقت من الفئة أ؛ في أبريل 2007 استقالت من المحكمة الجنائية الدولية.

## روابط خارجية
- موقع APF